# Tineola corticina
Tineola corticina är en fjärilsart som beskrevs av Edward Meyrick 1917. Tineola corticina ingår i släktet Tineola och familjen äkta malar. Inga underarter finns listade i Catalogue of Life.